# Tritanomalía

Luz blanca refractada por el prisma

La tritanomalía es una anomalía visual congénita que afecta a la visión de los colores. El individuo que la presenta tiene reducida capacidad para distinguir la diferencia entre algunos tonos de azul y amarillo. Es una variante poco frecuente de discromatopsia o daltonismo que presenta el 0.01 % de la población.

## Discriminación del color
Los individuos con un solo tipo de cono fotorreceptor en la retina no pueden distinguir los colores, por ejemplo en la  acromatopsia.
La visión en color requiere al menos dos series de conos fotorreceptores con diferentes sensibilidades espectrales.
En las «divarianzas» se pueden detectar dos valores de brillo para cada objeto. Comparando ambos brillos el cerebro ya es capaz de distinguir los colores.
Pero la visión normal requiere de por lo menos tres series de conos fotorreceptores en la retina.
En los «sistemas trivariantes» o «trivarianzas» se poseen tres fotorreceptores.
Gracias a esos tres fotorreceptores, los individuos con visión normal son capaces de igualar el color de cada composición espectral de luz  mediante la adecuada combinación de los tres colores primarios, rojo, verde, y azul.
Pero incluso en la «trivarianza» pueden existir tipos de visión defectiva del color.

## Visión defectiva del azul
La «tritanomalía» es una ambigüedad en el «sistema trivariante». La alteración se produce en el tercer pigmento llamado «tritos». Se trata de una deficiencia congénita en la visión, un defecto en el sistema receptor del color azul.
Los individuos con dificultades para distinguir el color azul se denominan «tritanómalos» y su comportamiento colorimétrico es «tricrómata anormal».
Los individuos «tritanómalos» o con «tritanomalía» son «tricrómatas», porque poseen los tres sistemas de conos, las células responsables de la visión en colores.
Su capacidad de discriminación del color azul es de grado medio y el tipo de deficiencia es «tritán», es decir correspondiente al amarillo-azul, con un máximo de 500 y sin puntos negros. 
Pueden imitar artificialmente los colores por la mezcla aditiva de las tres luces espectrales, pero al tener una anomalía no aceptan las mezclas de colores ajustadas para los «tricrómatas normales» que pueden visualizar normalmente todos los colores del espectro visual. Es por eso que deben añadir un exceso de azul para obtener el color azul.
La «tritanomalía» puede consistir en una capacidad parcial de percepción del color azul o en una incapacidad total. Si los conos S de la retina —que son los que perciben las longitudes de onda lumínicas cortas— del individuo «tritanómalo» faltan del todo, se produce una ceguera total al color azul llamada tritanopía.
A diferencia de la tritanopía, cuyo mecanismo es la reducción, en la «tritanomalía» el mecanismo es la alteración. De una mezcla de amarillo y azul, para lograr visualizar el azul deben añadir un exceso de azul. También se lo denomina acianopsia o dicromacia azul.